# Ali Barbouyou et Ali Bouf à l'huile
Ali Barbouyou et Ali Bouf à l'huile er en fransk stumfilm fra 1907 af Georges Méliès.